# امارا موریکه کاله
امارا موریکه کاله (انگلیسی: Amara Morikè Kallé؛ زادهٔ ۱۹ سپتامبر ۱۹۹۰) بازیکن فوتبال اهل مالی است.
از باشگاه‌هایی که در آن بازی کرده است می‌توان به باشگاه فوتبال اوسر اشاره کرد.
وی همچنین در تیم‌های ملی فوتبال مالی، و مالی، بازی کرده است.